# Campionato francese di rugby a 15 2006-2007
Il campionato francese di rugby a 15 Top 14 2006-2007 fu il 108º campionato nazionale francese di rugby a 15 di prima divisione.
Disputatosi tra settembre 2006 e giugno 2007, vide l'atto conclusivo allo Stade de France con la finale tra il Clermont Auvergne, al suo ottavo appuntamento con il titolo francese, e lo Stade français, che si aggiudicò la finale; fu il primo titolo di Fabien Galthié come allenatore della squadra parigina.

## Squadre partecipanti
- Agen
- Albi
- Bayonne
- Biarritz
- Bourgoin-Jallieu
- Brive
- Castres

- Clermont
- Montauban
- Montpellier
- Narbonne
- Stade français
- Perpignano
- Tolosa

## Stagione regolare

### Risultati
| 18/19-8-2006 | 1ª/14ª giornata              | 17/18-11-2006 |
| ------------ | ---------------------------- | ------------- |
| 29-24        | Biarritz - Clermont          | 17-25         |
| 18-6         | Agen - Bourgoin-Jallieu      | 18-31         |
| 9-24         | Brive - Tolosa               | 26-29         |
| 24-12        | Albi - Bayonne               | 9-15          |
| 41-20        | Montauban - Narbona          | 33-37         |
| 20-16        | Perpignano - Castres         | 13-19         |
| 52-20        | Stade français - Montpellier | 13-25         |

| 3/4-9-2006 | 4ª/17ª giornata              | 22/23-12-2006 |
| ---------- | ---------------------------- | ------------- |
| 24-33      | Narbona - Stade français     | 0-41          |
| 35-22      | Bourgoin-Jallieu - Montauban | 17-26         |
| 9-20       | Bayonne - Perpignano         | 30-36         |
| 55-7       | Clermont - Montpellier       | 31-18         |
| 31-26      | Castres - Agen               | 9-20          |
| 6-3        | Brive - Albi                 | 3-19          |
| 20-3       | Tolosa - Biarritz            | 21-16         |

| 22/23-9-2006 | 7ª/20ª giornata                   | 23-24/3/2007 |
| ------------ | --------------------------------- | ------------ |
| 9-9          | Montpellier - Tolosa              | 10-28        |
| 41-27        | Stade français - Bourgoin-Jallieu | 19-19        |
| 24-13        | Perpignano - Brive                | 22-22        |
| 39-15        | Castres - Bayonne                 | 12-19        |
| 43-0         | Clermont - Narbona                | 29-26        |
| 13-9         | Agen - Montauban                  | 12-22        |
| 20-6         | Biarritz - Albi                   | 23-10        |

| 6/7-10-2006 | 10ª/23ª giornata           | 27/28-4-2011 |
| ----------- | -------------------------- | ------------ |
| 15-9        | Montauban - Stade français | 17-24        |
| 25-10       | Biarritz - Perpignano      | 23-15        |
| 40-34       | Tolosa - Narbona           | 41-10        |
| 19-15       | Bayonne - Agen             | 16-16        |
| 22-15       | Brive - Castres            | 15-17        |
| 15-9        | Albi - Montpellier         | 14-23        |
| 22-28       | Bourgoin - Clermont        | 9-45         |

| 10/11-11-2006 | 13ª/26ª giornata          | 26/27-5-2007 |
| ------------- | ------------------------- | ------------ |
| 25-15         | Tolosa - Bourgoin-Jallieu | 21-20        |
| 31-8          | Stade français - Agen     | 18-5         |
| 29-6          | Bayonne - Brive           | 9-6          |
| 50-12         | Narbona - Albi            | 0-29         |
| 12-15         | Montpellier - Perpignano  | 9-14         |
| 12-16         | Castres - Biarritz        | 17-32        |
| 27-16         | Clermont - Montauban      | 21-19        |

| 25/26-8-2006 | 2ª/15ª giornata          | 24/25-11-2006 |
| ------------ | ------------------------ | ------------- |
| 42-17        | Bourgoin-Jallieu - Brive | 3-28          |
| 9-20         | Bayonne - Montauban      | 18-17         |
| 16-26        | Castres - Stade français | 18-43         |
| 25-12        | Clermont - Perpignano    | 15-32         |
| 26-7         | Montpellier - Agen       | 9-14          |
| 25-18        | Narbona - Biarritz       | 14-42         |
| 23-0         | Tolosa - Albi            | 13-13         |

| 8/9-9-2006 | 5ª/18ª giornata             | 5/6-1-2007 |
| ---------- | --------------------------- | ---------- |
| 12-6       | Biarritz - Bourgoin-Jallieu | 0-9        |
| 30-17      | Perpignano - Tolosa         | 12-16      |
| 32-3       | Agen - Albi                 | 6-16       |
| 13-9       | Castres - Clermont          | 23-30      |
| 21-20      | Montauban - Brive           | 16-11      |
| 33-10      | Montpellier - Narbona       | 9-32       |
| 48-29      | Stade français - Bayonne    | 27-29      |

| 26-9-2006 | 8ª/21ª giornata                | 6/7-4-2007 |
| --------- | ------------------------------ | ---------- |
| 6-21      | Brive - Stade français         | 13-18      |
| 35-3      | Tolosa - Castres               | 35-19      |
| 33-18     | Narbona - Agen                 | 26-19      |
| 25-3      | Bourgoin-Jallieu - Montpellier | 7-19       |
| 19-13     | Montauban - Biarritz           | 9-9        |
| 24-13     | Bayonne - Clermont             | 24-61      |
| 16-7      | Albi - Perpignano              | 3-20       |

| 13/14-10-2006 | 11ª/24ª giornata           | 4/5-5-2007 |
| ------------- | -------------------------- | ---------- |
| 6-13          | Agen - Perpignano          | 18-31      |
| 20-23         | Narbona - Bourgoin-Jallieu | 11-44      |
| 16-19         | Castres - Albi             | 12-19      |
| 22-16         | Stade français - Biarritz  | 13-22      |
| 44-3          | Clermont - Brive           | 22-28      |
| 9-20          | Bayonne - Tolosa           | 28-47      |
| 19-17         | Montpellier - Montauban    | 12-13      |

| 30/31-8-2006 | 3ª/16ª giornata           | 1/2-12-2006 |
| ------------ | ------------------------- | ----------- |
| 21-18        | Albi - Bourgoin-Jallieu   | 11-36       |
| 54-0         | Biarritz - Bayonne        | 15-11       |
| 22-16        | Agen - Brive              | 13-19       |
| 45-13        | Stade français - Clermont | 17-29       |
| 20-17        | Montpellier - Castres     | 13-51       |
| 45-6         | Perpignano - Narbona      | 19-15       |
| 19-24        | Montauban - Tolosa        | 21-30       |

| 15/16-9-2006 | 6ª/19ª giornata               | 26/27-1-2007 |
| ------------ | ----------------------------- | ------------ |
| 22-3         | Bourgoin-Jallieu - Perpignano | 9-16         |
| 12-16        | Tolosa - Stade français       | 20-22        |
| 39-17        | Narbona - Castres             | 14-62        |
| 20-3         | Clermont - Agen               | 18-22        |
| 25-20        | Bayonne - Montpellier         | 17-39        |
| 12-10        | Albi - Montauban              | 19-15        |
| 14-21        | Brive - Biarritz              | 6-15         |

| 30-9-2006 | 9ª/22ª giornata            | 13/14-4-2007 |
| --------- | -------------------------- | ------------ |
| 20-18     | Agen - Biarritz            | 7-17         |
| 13-18     | Perpignano - Montauban     | 29-12        |
| 25-12     | Narbona - Bayonne          | 8-16         |
| 18-16     | Castres - Bourgoin-Jallieu | 19-32        |
| 25-12     | Stade français - Albi      | 21-16        |
| 12-17     | Montpellier - Brive        | 16-25        |
| 46-9      | Clermont - Tolosa          | 7-24         |

| 3/4-11-2006 | 12ª/25ª giornata            | 11/12-5-2007 |
| ----------- | --------------------------- | ------------ |
| 6-27        | Albi - Clermont             | 6-70         |
| 11-10       | Perpignano - Stade français | 11-12        |
| 23-21       | Brive - Narbona             | 42-21        |
| 44-11       | Biarritz - Montpellier      | 29-39        |
| 39-10       | Bourgoin-Jallieu - Bayonne  | 11-18        |
| 15-15       | Nontauban - Castres         | 13-25        |
| 24-16       | Agen - Tolosa               | 0-47         |

### Classifica
|  |     | Squadra          | G  | V  | N | P  | PF  | PS  | DP   | Bp | Pt |
|  | --- | ---------------- | -- | -- | - | -- | --- | --- | ---- | -- | -- |
|  | 1.  | Stade français   | 26 | 19 | 1 | 6  | 667 | 433 | +234 | 9  | 87 |
|  | 2.  | Tolosa           | 26 | 18 | 2 | 6  | 643 | 424 | +219 | 10 | 86 |
|  | 3.  | Clermont         | 26 | 18 | 0 | 8  | 772 | 454 | +318 | 12 | 84 |
|  | 4.  | Biarritz         | 26 | 16 | 1 | 9  | 549 | 385 | +164 | 10 | 77 |
|  | 5.  | Perpignano       | 26 | 16 | 1 | 9  | 493 | 398 | +95  | 9  | 74 |
|  | 6.  | Bourgoin-Jallieu | 26 | 11 | 1 | 14 | 543 | 484 | +59  | 12 | 58 |
|  | 7.  | Montauban        | 26 | 10 | 2 | 14 | 475 | 493 | -18  | 10 | 54 |
|  | 8.  | Bayonne          | 26 | 11 | 1 | 14 | 452 | 647 | -195 | 5  | 51 |
|  | 9.  | Brive            | 26 | 10 | 1 | 15 | 419 | 516 | -97  | 8  | 50 |
|  | 10. | Albi             | 26 | 11 | 1 | 14 | 333 | 512 | -179 | 4  | 50 |
|  | 11. | Castres          | 26 | 9  | 1 | 16 | 531 | 576 | -45  | 11 | 49 |
|  | 12. | Montpellier      | 26 | 9  | 1 | 16 | 442 | 596 | -154 | 10 | 48 |
|  | 13. | Agen             | 26 | 9  | 1 | 16 | 382 | 520 | -138 | 6  | 44 |
|  | 14. | Narbonne         | 26 | 8  | 0 | 18 | 521 | 784 | -263 | 7  | 39 |

## Semifinali
| Bordeaux 1º giugno 2007                                                                                      | Stade français | 18 – 6        | Biarritz | Stade Chaban-Delmas |
| \| \| \| \| \| Samo, Liebenberg \| mt \| \| \| Hernández \| tr \| \| \| Skrela 2 \| c.p. \| D. Yachvili 2 \| |                |               |          |                     |
| |                |               |          |                     |
| Samo, Liebenberg                                                                                             | mt             |               |          |                     |
| Hernández | tr             |               |          |                     |
| Skrela 2 | c.p.           | D. Yachvili 2 |          |                     |

| Marsiglia 2 giugno 2007 | Tolosa | 15 – 20 | Clermont | Vélodrome |

## Finale
| Arbitro: | Franck Maciello |

| |            | |
| 68' Pichot, 77' Samo | mt         | |
| 68' e 77' Hernández | tr         | |
| 49', 51' e 63' Hernández | c.p.       | 20', 34', 41', 59' e 74' B. James |
| | drop       | 37' Floch |
| Jeanjean Arias Glas Skrela (49' Liebenberg) Dominici Hernández Pichot Rabadan Martin Mauro Bergamasco (47' Parisse) M. James (48' Auradou) Marchois P. Ledesma Kayser (58' Szarzewski) Roncero | Formazioni | Floch Rougerie G. Canale Marsh Malzieu B. James Mignoni Vermeulen Audebet Broomhall Privat (16' e 24' Jacquet, 49' Longo) Cudmore (47' Jacquet) Scelzo (58' Zirakašvili) M. Ledesma Emmanuelli |
| Fabien Galthié | Allenatori | Vern Cotter |

## Verdetti
- Stade français: campione di Francia
- Stade français, Tolosa, Clermont, Biarritz, Perpignano e Bourgoin-Jallieu: qualificate alla Heineken Cup 2007-08
- Montauban, Bayonne, Brive, Albi, Castres e Montpellier: qualificate alla European Challenge Cup 2007-08
- Agen e Narbona: retrocesse in Pro D2 2007-08.